# 요코바촌
요코바촌(横場村)은 니가타현 미나미칸바라군에 설치되었던 촌이다.